# EHF Cup 2011-12 (kvinder)
EHF Cup 2011–12 for kvinder var den 19. udgave af EHF Cup arrangeret af European Handball Federation. Turneringen havde deltagelse af 36 klubber og blev spillet i perioden 1. oktober 2011 – maj 2012.

## Resultater

### 1. runde
Ingen kampe.

### 2. runde
Anden runde har deltagelse af otte hold, der spiller om fire pladser i 3. runde.
| Dato    | Dato    | Hjemmehold i 1. kamp     | Hjemmehold i 2. kamp | Resultat | Resultat | Resultat |
| 1. kamp | 2. kamp | Hjemmehold i 1. kamp     | Hjemmehold i 2. kamp | Samlet   | 1. kamp  | 2. kamp  |
| ------- | ------- | ------------------------ | -------------------- | -------- | -------- | -------- |
| 2.10.   | 4.10.   | Maccabi Arazim Ramat Gan | Bnei Hertzeliya      | 43–58    | 21-25    | 22-33    |
| 1.10.   | 8.10.   | HB Dudelange             | HC Aradhippou        | 73–30    | 36-10    | 37-20    |
| 8.10.   | 9.10.   | HPK Arkatron             | KHF Prishtina        | 62–47    | 33-24    | 29-23    |
| 1.10.   | 2.10.   | SG Witasek Kärnten       | ZRK Biseri           | 62–40    | 31-21    | 31-19    |

### 3. runde
Tredje runde har deltagelse af 32 hold, der spiller om 16 pladser i ottendedelsfinalerne. De deltagende hold er:
- 4 vindere fra 2. runde.
- 28 seedede hold, der først trådte ind i turneringen i 3. runde.

| Dato    | Dato    | Hjemmehold i 1. kamp             | Hjemmehold i 2. kamp            | Resultat | Resultat | Resultat |
| 1. kamp | 2. kamp | Hjemmehold i 1. kamp             | Hjemmehold i 2. kamp            | Samlet   | 1. kamp  | 2. kamp  |
| ------- | ------- | -------------------------------- | ------------------------------- | -------- | -------- | -------- |
| 11.11.  | 13.11.  | Lugi HF                          | HC Lada                         | 47–54    | 24-25    | 23-29    |
| 5.11.   | 6.11.   | TV Zofingen                      | Mios Biganos Bassin D'Arcachon  | 39–88    | 16-42    | 23-46    |
| 6.11.   | 12.11.  | SPR Lublin                       | CSM Bucuresti                   | 57–60    | 32-30    | 25-30    |
| 6.11.   | 11.11.  | HBC Nîmes                        | SG Witasek Kärnten              | 63–56    | 34-30    | 29-26    |
| 12.11.  | 13.11.  | BNTU-BelAZ Minsk Region          | Vaci NKSE                       | 55–59    | 32-35    | 23-24    |
| 11.11.  | 13.11.  | Maliye Milli Piyango SK          | ŽRK Naisa Niš                   | 84–52    | 44-26    | 40-26    |
| 11.11   | 12.11   | Bnei Hertzeliya                  | HC Zalau                        | 42–63    | 21-33    | 21-30    |
| 5.11.   | 6.11.   | ADA Colégio João de Barros       | KIF Vejen                       | 33–68    | 16-38    | 17-30    |
| 12.11   | 13.11   | HPK Arkatron                     | CB Mar Alicante                 | 39–60    | 22-31    | 17-29    |
| 5.11    | 13.11.  | Success Schoonmaak/VOC Amsterdam | TSV Bayer 04 Leverkusen         | 50–50    | 26-25    | 24-25    |
| 5.11.   | 6.11.   | Astrakhanotjka Astrakhan         | HB Dudelange                    | 76–30    | 40-18    | 36-12    |
| 5.11.   | 6.11.   | Team Esbjerg                     | Anagennisi Artas                | 67–29    | 31-15    | 36-14    |
| 4.11    | 5.11    | ZRK Vardar                       | Budapest Bank-Békéscsabai ENKSE | 40–79    | 20-39    | 20-40    |
| 5.11.   | 6.11.   | Team Tvis Holstebro              | SK Karpaty Uzhgorod             | 97–47    | 57-24    | 40-23    |
| 6.11.   | 13.11   | SPE Strovolos                    | Frankfurter HC                  | 40–85    | 19-46    | 21-39    |
| 12.11.  | 13.11.  | DHW Antwerpen HC                 | Bera Bera BM                    | 29–81    | 14-44    | 15-37    |

### Ottendedelsfinaler
Ottendelsfinalerne havde deltagelse af de 16 vinderhold fra 3. runde, som spillede om otte pladser i kvartfinalerne.
| Dato    | Dato    | Hjemmehold i 1. kamp           | Hjemmehold i 2. kamp            | Resultat | Resultat | Resultat |
| 1. kamp | 2. kamp | Hjemmehold i 1. kamp           | Hjemmehold i 2. kamp            | Samlet   | 1. kamp  | 2. kamp  |
| ------- | ------- | ------------------------------ | ------------------------------- | -------- | -------- | -------- |
| 4.2     | 11.2    | Team Esbjerg                   | Team Tvis Holstebro             | 52–54    | 28-27    | 24-27    |
| 11.2    | 12.2    | TSV Bayer 04 Leverkusen        | Astrakhanotjka Astrakhan        | 51–44    | 29-22    | 22-22    |
| 4.2     | 12.2    | Maliye Milli Piyango SK        | Vaci NKSE                       | 55–52    | 35-28    | 20-24    |
| 4.2     | 5.2     | CB Mar Alicante                | Budapest Bank-Békéscsabai ENKSE | 47–44    | 22-25    | 25-19    |
| 5.2     | 11.2    | Mios Biganos Bassin D'Arcachon | HBC Nîmes                       | 51–55    | 27-27    | 24-28    |
| 5.2     | 12.2    | KIF Vejen                      | Frankfurter HC                  | 51–50    | 30-30    | 21-20    |
| 11.2    | 12.2    | CSM Bucuresti                  | HC Zalau                        | 44–55    | 24-27    | 20-28    |
| 5.2     | 11.2    | HC Lada                        | Bera Bera BM                    | 62–57    | 28-22    | 34-35    |

### Kvartfinaler
Kvartfinalerne havde deltagelse af de otte vinderhold fra ottendedelsfinalerne, som spillede om fire pladser i semifinalerne.
| Dato    | Dato    | Hjemmehold i 1. kamp | Hjemmehold i 2. kamp    | Resultat | Resultat | Resultat |
| 1. kamp | 2. kamp | Hjemmehold i 1. kamp | Hjemmehold i 2. kamp    | Samlet   | 1. kamp  | 2. kamp  |
| ------- | ------- | -------------------- | ----------------------- | -------- | -------- | -------- |
| 3.3.    | 11.3.   | KIF Vejen            | TSV Bayer 04 Leverkusen | 60–57    | 35-25    | 25-32    |
| 3.3.    | 11.3.   | HBC Nimes            | HC Zalau                | 53–56    | 24-27    | 29-29    |
| 4.3.    | 10.3.   | Team Tvis Holstebro  | HC Lada                 | 72–72    | 42-34    | 30-38    |
| 3.3.    | 10.3.   | CB Mar Alicante      | Maliye Milli Piyango SK | 52–46    | 26-26    | 26-20    |

### Semifinaler
Semifinalerne havde deltagelse af de fire vinderhold fra kvartfinalerne, som spillede om de to pladser i finalen.
| Dato    | Dato    | Hjemmehold i 1. kamp | Hjemmehold i 2. kamp | Resultat | Resultat | Resultat |
| 1. kamp | 2. kamp | Hjemmehold i 1. kamp | Hjemmehold i 2. kamp | Samlet   | 1. kamp  | 2. kamp  |
| ------- | ------- | -------------------- | -------------------- | -------- | -------- | -------- |
| 1.4.    | 8.4.    | HC Lada              | KIF Vejen            | 43–37    | 21-16    | 22-21    |
| 30.3.   | 31.3.   | CB Mar Alicante      | HC Zalau             | 46–54    | 20-30    | 26-24    |

### Finale
| Dato    | Dato    | Hjemmehold i 1. kamp | Hjemmehold i 2. kamp | Resultat | Resultat | Resultat |
| 1. kamp | 2. kamp | Hjemmehold i 1. kamp | Hjemmehold i 2. kamp | Samlet   | 1. kamp  | 2. kamp  |
| ------- | ------- | -------------------- | -------------------- | -------- | -------- | -------- |
| 5.5     | 12.5    | HC Lada              | HC Zalau             | 51–44    | 30-24    | 21-20    |